# Arnold Rosé
Arnold Josef Rosé (* 24. Oktober 1863 in Jassy; † 25. August 1946 in London; eigentlich Arnold Josef Rosenblum) war ein österreichischer Violinist und Musiklehrer.

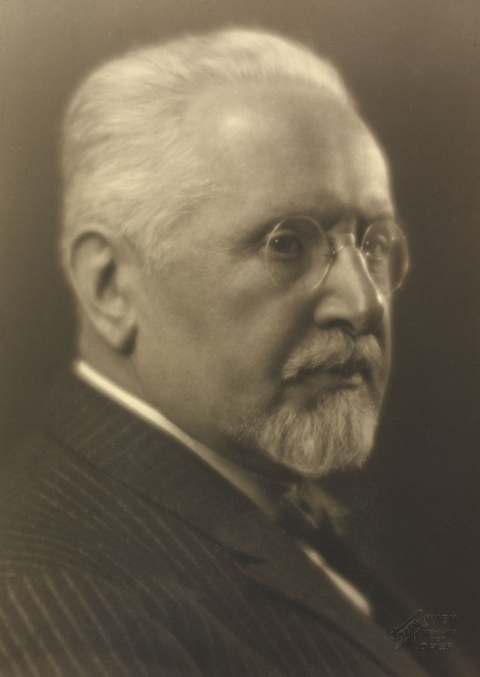
Aufnahme von Georg Fayer (1927)

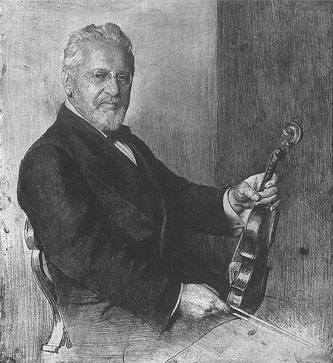
Arnold Rosé (1922). Radierung von Ferdinand Schmutzer

## Leben
Arnold Rosé, älterer Bruder des Schauspielers Berthold Rosé, studierte 1874–1877 am Konservatorium der Gesellschaft der Musikfreunde in Wien bei Karl Heißler Violine. Konzertreisen führten ihn nach Deutschland, wo er 1879 mit dem Gewandhausorchester Leipzig debütierte, und nach Paris. Von 1881 bis 1938 war er Konzertmeister des Wiener Hofopernorchesters und Mitglied der Wiener Philharmoniker. In den Jahren 1888 bis 1896 trat er auch öfters als Konzertmeister im Orchester der Bayreuther Festspiele auf und war ab 1903 Mitglied der Wiener Hofmusikkapelle.
In den Jahren 1893 bis 1901 unterrichtete er am Konservatorium der Gesellschaft der Musikfreunde in Wien und 1908 bis 1929 an der Wiener Musikakademie. Mit dem von ihm und seinem älteren Bruder Eduard Rosé gegründeten Rosé-Quartett unternahm er zahlreiche Konzerttourneen. Das Quartett wurde eines der bekanntesten seiner Zeit und widmete sich neben dem klassischen Repertoire auch besonders den Werken zeitgenössischer Komponisten, wie Brahms, Korngold, Schmidt, Schönberg und Webern. Von Schönberg brachte es 1902 das Streichsextett Verklärte Nacht op. 4 und die beiden ersten Streichquartette 1907 und 1908 zur Uraufführung.
Rosé war ab 1902 mit einer Schwester Gustav Mahlers, Justine (1868–1938), verheiratet. Sein Sohn Alfred (1902–1975) war Pianist, Dirigent und Komponist. Er emigrierte 1938 in die Vereinigten Staaten. Seine Tochter Alma (1906–1944) war ebenfalls Geigerin und kam im KZ Auschwitz-Birkenau ums Leben. Sie war von 1943 bis zum April 1944 Dirigentin des Orchesters weibl. Gefangener im KZ Auschwitz (Mädchenorchester). Als Jude musste Arnold Rosé nach dem Anschluss Österreichs am 12. März 1938 nach London flüchten. Dort arbeitete er noch an der Austrian Academy mit und trat mit seinem Quartett auf, das letzte öffentliche Konzert fand 1945 statt.

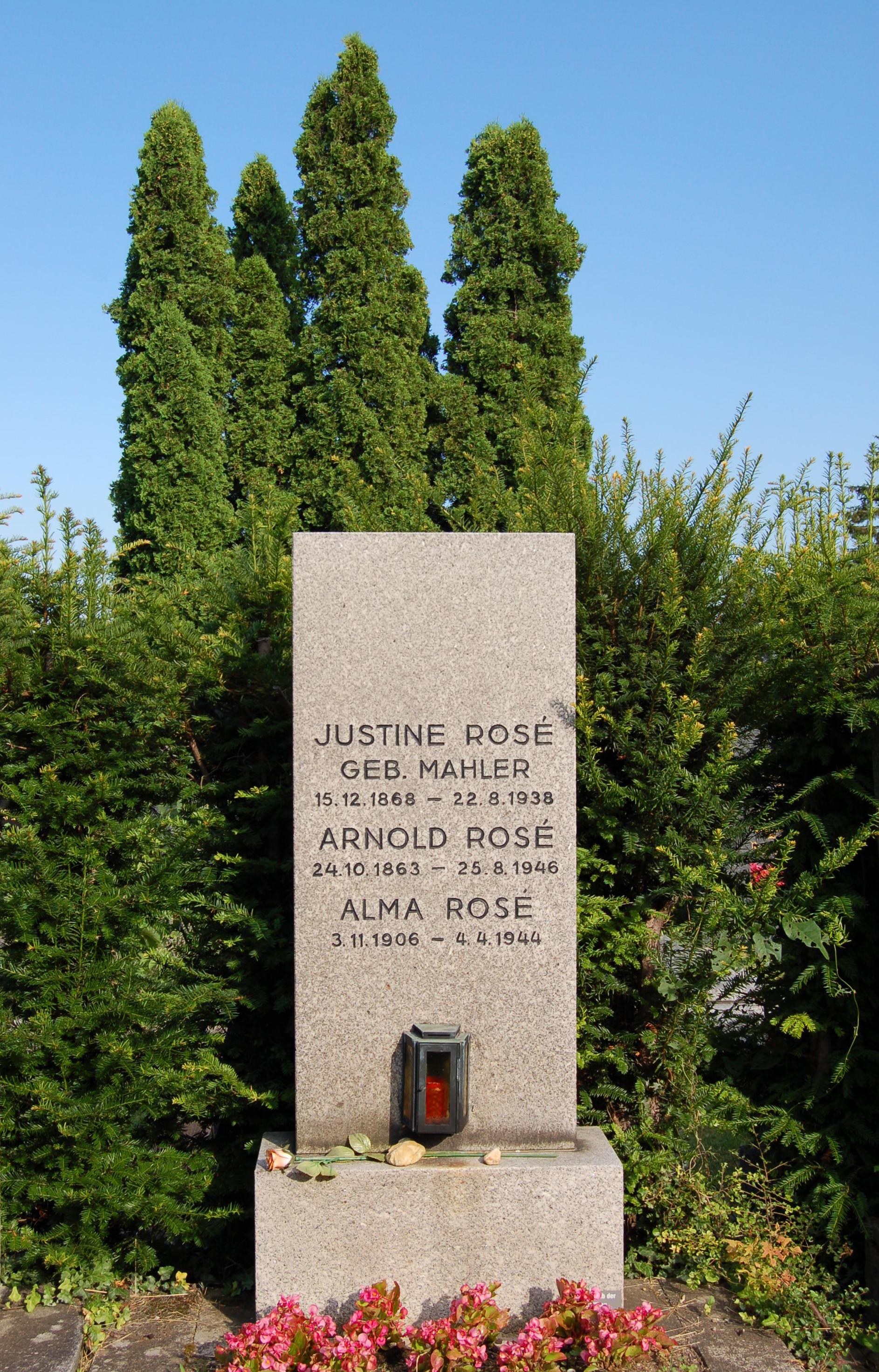
Grabmal von Justine, Arnold und Alma Rosé auf dem Grinzinger Friedhof

Sein ehrenhalber gewidmetes Grab befindet sich auf dem Grinzinger Friedhof (Gruppe 20, Reihe 5, Nummer 6); an seinem ehemaligen Wohnhaus in Wien 19, Pyrkergasse 23, wurde 1976 eine Gedenktafel enthüllt.

## Auszeichnungen
- Max Reger widmete ihm seine Suite im alten Stil, op. 93
- Franz-Joseph-Orden
- Kriegskreuz für Zivilverdienste 2. Klasse, 1917
- Verleihung des Titels Hofrat
- Bürger der Stadt Wien, 1923
- Ehrenmitglied der Wiener Staatsoper, 1931
- Goldenes Verdienstzeichen der Republik Österreich

## Gedenken

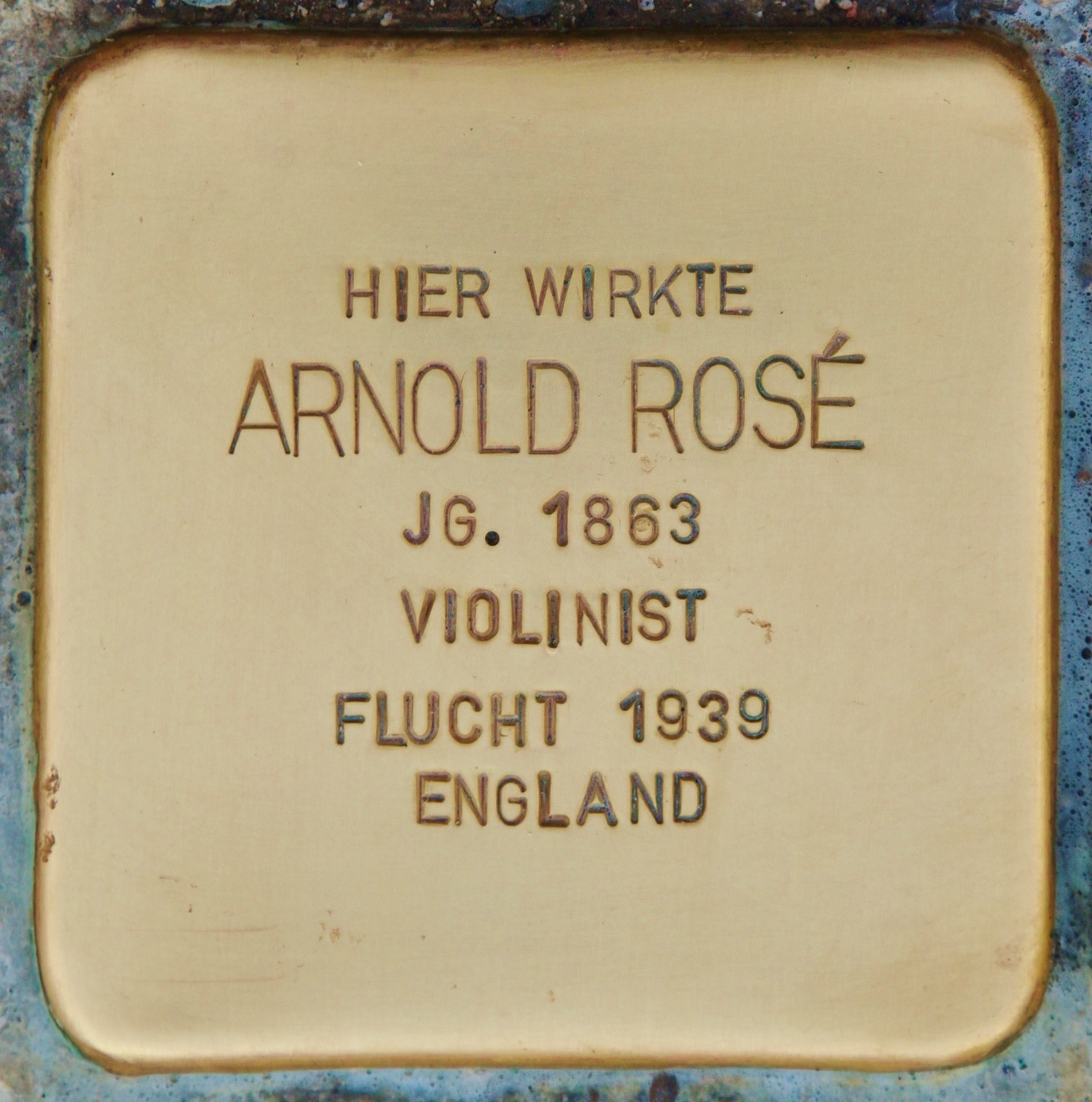
Stolperstein in Salzburg

Am 17. August 2020 wurde durch den Künstler Gunter Demnig vor dem Haus für Mozart in Salzburg ein Stolperstein für Arnold Rosé verlegt.
2022 wurde im Stadtentwicklungsgebiet Oberes Hausfeld in Wien-Donaustadt die Arnold-Rosé-Gasse benannt.